# Комкино (Нижегородская область)
Комкино — деревня в городском округе город Первомайск Нижегородской области России.

## География
Деревня находится в южной части Нижегородской области, в зоне хвойно-широколиственных лесов, на левом берегу реки Пузы, на расстоянии приблизительно 25 километров (по прямой) к северо-западу от города Первомайска, административного центра района. Абсолютная высота — 152 метра над уровнем моря.
Климат
Климат характеризуется как умеренно континентальный, с жарким летом и холодной продолжительной зимой. Среднегодовая температура — 3,6 °C. Абсолютный минимум температуры воздуха самого холодного месяца (января) составляет −43 °C; абсолютный максимум самого тёплого месяца (июля) — 39 °C. Продолжительность безморозного периода колеблется в диапазоне от 95 до 180 дней. Среднегодовое количество атмосферных осадков составляет 538 мм.
Часовой пояс
Деревня Комкино, как и вся Нижегородская область, находится в часовой зоне МСК (московское время). Смещение применяемого времени относительно UTC составляет +3:00.

## Население
| 2002 | 2010 |
| ---- | ---- |
| 53   | ↘19  |

Национальный состав
Согласно результатам переписи 2002 года, в национальной структуре населения русские составляли 100 % из 53 чел.